# آمانتینو مانسینی
آمانتینو مانسینی (به انگلیسی: Amantino Mancini) زادهٔ ۱ اوت ۱۹۸۰ در برزیل است و تاکنون در تیمهای اتلتیکو مینیرو، ونتزیا، رم و اینتر میلان، میلان بازی کرده است و ۶ بازی ملی هم برای تیم ملی فوتبال برزیل انجام داده است.